# Neuraeschna capillata
Neuraeschna capillata – gatunek ważki z rodziny żagnicowatych (Aeshnidae).